# FOSB
FOSB (англ. FosB proto-oncogene, AP-1 transcription factor subunit) – білок, який кодується однойменним геном, розташованим у людей на короткому плечі 19-ї хромосоми. Довжина поліпептидного ланцюга білка становить 338 амінокислот, а молекулярна маса — 35 928.
| 10         |  | 20         |  | 30         |  | 40         |  | 50         |
| ---------- |  | ---------- |  | ---------- |  | ---------- |  | ---------- |
| MFQAFPGDYD |  | SGSRCSSSPS |  | AESQYLSSVD |  | SFGSPPTAAA |  | SQECAGLGEM |
| PGSFVPTVTA |  | ITTSQDLQWL |  | VQPTLISSMA |  | QSQGQPLASQ |  | PPVVDPYDMP |
| GTSYSTPGMS |  | GYSSGGASGS |  | GGPSTSGTTS |  | GPGPARPARA |  | RPRRPREETL |
| TPEEEEKRRV |  | RRERNKLAAA |  | KCRNRRRELT |  | DRLQAETDQL |  | EEEKAELESE |
| IAELQKEKER |  | LEFVLVAHKP |  | GCKIPYEEGP |  | GPGPLAEVRD |  | LPGSAPAKED |
| GFSWLLPPPP |  | PPPLPFQTSQ |  | DAPPNLTASL |  | FTHSEVQVLG |  | DPFPVVNPSY |
| TSSFVLTCPE |  | VSAFAGAQRT |  | SGSDQPSDPL |  | NSPSLLAL   |  |            |

A: Аланін

C: Цистеїн

D: Аспарагінова кислота

E: Глутамінова кислота

F: Фенілаланін

G: Гліцин

H: Гістидин

I: Ізолейцин

K: Лізин

L: Лейцин

M: Метіонін

N: Аспарагін

P: Пролін

Q: Глутамін

R: Аргінін

S: Серин

T: Треонін

V: Валін

W: Триптофан

Задіяний у такому біологічному процесі, як альтернативний сплайсинг. 
Білок має сайт для зв'язування з ДНК. 
Локалізований у ядрі.